# خوان کارلوس سافیانزا
خوان کارلوس سافیانزا (انگلیسی: Juan Carlos Sconfianza؛ زادهٔ ۱۳ ژوئیهٔ ۱۹۴۳) بازیکن فوتبال اهل آرژانتین است.
از باشگاه‌هایی که در آن بازی کرده‌است می‌توان به باشگاه ورزشی سن لورنسو آلماگرو اشاره کرد.
وی همچنین در تیم ملی فوتبال زیر ۲۳ سال آرژانتین بازی کرده‌است.